# アスクレピオス (漫画)
『アスクレピオス』は、内水融による日本の漫画。『週刊少年ジャンプ』（集英社）において、2008年43号から2009年11号まで連載された。中世を舞台に医術を扱ったファンタジー作品であり、週刊少年ジャンプでは珍しい医療漫画でもある。内水にとっては本誌3度目の連載となった。

## あらすじ
「教会」が絶対的な権力を持つとされている時代に、「切り裂き魔」として恐れられる一つの家系があった。その家系・メディル家の末裔であるバズは、教会から異端者として追われながら病や怪我に苦しむ人達を教会から禁じられている手術を用いて救い続ける。

## 用語
医神（アスクレピオス）
メディル家の医術を受け継ぐ者の名を「アスクレピオス」と呼んでいる。メスを用いて手術を行うという、この時代では独自の治療法を患者に施す。しかし、人の身体に刃物を入れることを禁じる教会の信仰上の問題から第一級異端者に指摘され、世間では切り裂き魔の異名を持つ殺人鬼と誤解されている。
血命録（ビブロス）
アスクレピオスの証の一つ。アスクレピオスの医術によって治療した患者の血の署名を書き連ねていく名簿である。物語の半世紀前に教皇ガルパ4世によってメディル家に与えられた教会の書物で、そのページをすべて患者の名で埋めた時にアスクレピオスを医者として認めるという契約がなされた。血でしか文字が書けないようになっており、全てのページが埋まった時に契約成立以外にも何かが起こるらしいが、何が起こるかはバズもロザリィも知らない。
杖（ビルガ）
アスクレピオスの証の一つ。中央部から分離できるようになっており、中にはメスなどの医療器具が収納されている。
神の目
バズが持つ天賦の力。左手を患者にあてがうことにより、患者のバイタルサインを読み取って適切な処置法を編み出す。
神の霧
バズが手術を行う際に用いる道具。いわゆるクロロホルムのような物質で、麻酔作用がある。
メディル家
遍歴医師の家系であり、現在の当主はバズである。アスクレピオスの医術を用いていることで異端として追われ続けている。
テレスフォス家
メディル家に代々仕える従者の家系で、現在の当主はロザリィ。
教会
本作において絶対的な権力をもつ存在である。教会の教えに背いたり反抗する者は、容赦なく異端者として火刑に処される。
聖騎士
教会直属の騎士団。異端者の処刑などを任務としている。

## 登場人物

### 主要人物
バズ・メディル・アスクレピオス
本作の主人公。遍歴医師の家系・メディル家の当主にて、「アスクレピオス」の名を受け継ぐ少年。父親のサグが異端者として処刑された過去を持つ。非常に臆病な性格で目立つことを控えている。フードを被り、肌の露出は少ない。サグと別れて2年間はメスを持つことさえもしなかったが、ロザリィが初めて彼の患者となった。多数の薬剤を持ち合わせている。サグの横で見てきた数多くの症例をすべて記憶しており、手術の際はその記憶をたどりながら行う。左手の甲に神の目を持つ。また、動物や人形など可愛いものを見つけると、見境なく喜んでスキンシップを取ろうとする。
ロザリィ・テレスフォス
メディル家に代々仕えてきたテレスフォス家の現当主の少女。口癖は「〜っス」。ロザリィ自身はバズの父親の代からメディル家に仕えており、彼の遺志を伝えるべくバズを探していた。快活で、弱気なバズを何かと後押しする気丈な面を持ち、テレスフォス家であることを誇りに思うと同時に、アスクレピオスの名を汚すものは決して許さない信条を持つ。手術の補佐だけでなく護衛としての能力も長けており、わずか8歳でテレスフォス家の森礼の儀を終わらせ、実戦で実の兄と祖父以外にかなうものがいなかったという天賦の才の持ち主である。ドミニクの戦死の際の遺言により、テレスフォス家を継ぐことになった。当初は約束として護衛を引き受けたものの、祖父らが死んだことを割りきれずサグを恨んでいた。しかし、旅を続けるうちにサグの医者としての実力を認め、彼を慕うようになる。サグが死んだことで祖父の遺言を守れなかったことから、サグの遺言でもある「バズを守ること」を誓っている。
パレ
外科医を目指して修行中の男。傭兵だった兄が怪我を負った際に満足な処置を受けられず死亡したため、外科医を志す。バズと出会い、当初は教会に突き出そうとするが、子供を助けようとして馬車に轢かれ、右腕が半分千切れるという重傷を負った。その千切れた右腕を治したバズの外科医としての腕を知り、修行を兼ねてバズ達について行く。ロザリィとは何かとぶつかりあうこともあるが、一行にとっては頼れる兄貴分的な存在である。

### アスクレピオスの関係者
ポスターレ
「伝達屋」の名を持ち、メディル家と関わりを持っている人物。旅の資金や患者の情報を提供している。当主が襲われたときなどは別当主に伝えるだけで、直接手を貸すことはない。だが、バズに関しては異端者裁判で生き残る秘訣を授けたり、間接的ながらカリギュラから彼らを守ったりと干渉してくることが多い。メディル家･テレスフォス家の当主以外との接触を避けるために仮面で変装をしている。
サグ・メディル・アスクレピオス
バズの父親で前メディル家当主。バズが幼いころから人の命を救うことの大切さやアスクレピオスの意義を教え続けてきた。物語開始の2年前にカリギュラによって異端者として捕まり、火刑に処される。
ドミニク・テレスフォス
ロザリィの祖父で前テレスフォス家当主。幼いロザリィを連れてサグ・バズ・ロザリィの兄と共に旅を続けていたが、追手の聖騎士に捕まり、ロザリィの兄と共に殺害された。

### 教会関係者
ユリアヌス
教会の教皇であり、格式ばった作法を嫌う老人。教皇となる前、治療不可能な胃癌と診断された姉をサグに助けられたことがあり、アスクレピオスの医者としての腕を認めていた。ポスターレと提携して行った公開手術を経て、アスクレピオスの異端認定を解除した。
ヴィテリウス
司教であり、次期教皇のポストに最も近い人物。教皇と共にアスクレピオスの断絶および血命録の奪還を狙っている。温厚そうな人柄だが、幼い時にサグの手術を見て、ユリアヌスとは逆にアスクレピオスの存在を教会への大きな脅威と感じていた。そのため、裏でカリギュラを残忍な聖騎士へと育て上げるなど、徹底的に異端者の根絶を行っており、アスクレピオスの異端認定解除も最後まで認めなかった。
カリギュラ
聖騎士の一部隊隊長。美青年だが、目的を果たすためならどんな手も使う卑劣な性格の持ち主で、その残忍さは教会も認める危険人物である。彼のやり方に不満を持つ者は同じ隊の聖騎士にもいるが、異論を唱えればカリギュラの制裁を受ける。主な武器はサーベルだが、カリギュラ本人はボウガンなどの飛び道具のほうが得意だと述べている。バズとロザリィとは浅からぬ因縁がある。
幼い頃、野盗に一家全員を殺害されて孤児となったところを、「自分のコルブロが欲しい」という不純な動機からヴィテリウスに拾われた。そして「家族を殺害したのは異端者」と教え込まれ、異端者を憎むように教育され続けた。数多くの異端者を処刑してヴィテリウスの躍進を支えたが、その真の目的は異端者を殺すことで幼い頃の記憶を消すためだった。
バズ達をおびき寄せるためにローラの足をハンマーで粉砕させ、さらにローラの治療に駆けつけたバズ達が殺害したように見せかけるために同僚の聖騎士をサーベルで刺した。しかし作戦は失敗し、一命を取り留めた聖騎士の証言によって投獄される。その後、ヴィテリウスから血命録の奪還を条件に解放され、バズ達の始末に向かう。
コルブロ
「死神の聖騎士」の異名を持つ男性。浅黒い肌をしており、数珠のようなネックレスを首からかけている。経歴などは一切不明で、どの隊にも属さずユリアヌスの直接の護衛に就いている。ユリアヌスが枢機卿であった時代から側に仕え、暗殺から諜報まで何でもこなしている。
ネロ
教会の医師長。バズの公開手術の判決を担当する。バズの手術現場を目の当たりにし、大火傷の重傷を負った自分の息子も救ってもらえたことから、彼の実力を本物と認めた。そして、その後の異端認定解除の会議の中心となった。

### その他
ラウラ
サン・デソー峠の麓の村に住む少女。子供でありながら大人顔負けの巨乳の持ち主で村民から不思議がられていたが、それは腫瘍が原因の病気だった。幼馴染のファビオに気に入られるため、頑なに手術を拒むが、ファビオの説得によって手術を受けることを決意した。
カジモド
サン・デソー峠に住む樵。傭兵時代に顔を負傷し、鼻を失うという悲劇に見舞われる。以降は醜い素顔を隠すために仮面をつけ山奥に籠り、村では「仮面の男」と呼ばれて恐れられていた。造鼻術によって腕の皮膚を移植し、元通りの鼻を取り戻した。
イアン
ヴィゴー市に住む少年。元々はローラの治療を受けていたが、彼女の治療法に不満を持ちバズに治療を依頼する。ローラに反発して逃走するが、その時に橋から転落し、肋骨が肺に刺さるという重傷を負う。バズがローラのメガネをメス代わりにして緊急手術を行ったことで一命を取り留め、さらにその後、腫瘍もバズに除去してもらった。
ローラ・ローマン
イアンの専属の女医。幼いころに医者が目の前にいながら、彼の「自分の医学では救えない」ために両親が死んでしまった過去から「自分が知らないという理由で患者を死なせたくない」という信念を持っている。優秀な医科大学を卒業し、自らが学んだ医療知識に絶対的な自信を持っていた。異端のアスクレピオスであるバズを軽蔑し、密かに聖騎士へ通報したが、転落事故で重傷を負ったイアンの治療を目の当たりにし、考えを改める。しかしその後、やってきた聖騎士達を追い返そうとした際にカリギュラによって左太ももをハンマーで砕かれ、バズを誘き寄せるための餌にされる。治療後はカジモドの村で静養する。

## 読切版
週刊少年ジャンプ2007年19号に掲載された読切作品。単行本3巻に収録されている。

### 連載版との差異
- アスクレピオスが世襲制であることや、バズがその家系の出であるということは明言されていない。また、アスクレピオスは異端者扱いされているものの、市民には誤解されていない。
- バズは臆病な性格ではなく、自身の仕事に対して誇りを持っている。また、手術の際はガスマスクのようなものを着けている。
- ロザリィの髪型が連載版と異なる。また、バズがトラブルに巻き込まれても空腹を理由に護衛を怠るなど、忠誠心がやや希薄な描写がある。彼が万が一手術を失敗してしまった場合、彼を殺すという役目も持っている。
- 市民が、聖騎士にはっきりと不満を言うなど、教会の権力が連載版より、それほど強くはない描写がある。また、聖騎士の中にも教会のやり方に疑問を持つ者がいる。

### 読切版の登場人物
ルカ
聖騎士の実力者。「異端者を捕まえれば、お金になる」という理由で、職務に全くの疑問を持たずに異端狩りをしている。その理由は妹のラウラの薬代を稼ぐためである。非常にぶっきらぼうな性格ではあるが、妹のラウラのことは大切に思っている。
ラウラ
ルカの妹。原因不明の難病を患っており、投薬治療を受け続けている。

## 単行本
1. 切り裂き魔　ISBN 4-0887-4633-3 / ISBN 978-4-0887-4633-3
2. ごめんなさい サヨナラ　ISBN 4-0887-4656-2 / ISBN 978-4-0887-4656-2
3. 大きなウソ　ISBN 4-0887-4692-9 / ISBN 978-4-0887-4692-0
アスクレピオス（読み切り）・DISPENSERが収録されている。